# Igrzyska Południowego Pacyfiku 2007
XIII Igrzyska Południowego Pacyfiku – multidyscyplinarne zawody sportowe, które odbyły się w Apii między 25 lipca i 8 sierpnia 2007 roku. Samoa drugi raz w historii gościła imprezę tej rangi – poprzednio Igrzyska Pacyfiku odbyły się w tym kraju (także w jego stolicy) w roku 1983.

## Dyscypliny
| - Badminton (szczegóły) - Baseball (szczegóły) - Boks (szczegóły) - Bowls (szczegóły) - Golf (szczegóły) - Hokej na trawie (szczegóły) - Judo (szczegóły) - Kajakarstwo (szczegóły) - Koszykówka (szczegóły) - Krykiet (szczegóły) - Kulturystyka (szczegóły) - Lekkoatletyka (szczegóły) - Łucznictwo (szczegóły) - Netball (szczegóły) - Piłka nożna (szczegóły) - Siatkówka (halowa) (szczegóły) - Pływanie (szczegóły) | - Podnoszenie ciężarów (szczegóły) - Rugby - Rugby 7 (szczegóły) - Rugby 9 (szczegóły) - Siatkówka plażowa (szczegóły) - Softball (szczegóły) - Squash (szczegóły) - Strzelectwo (szczegóły) - Surfing (szczegóły) - Taekwondo (szczegóły) - Tenis stołowy (szczegóły) - Tenis ziemny (szczegóły) - Touch Rugby (szczegóły) - Triathlon (szczegóły) - Trójbój siłowy (szczegóły) - Zapasy (szczegóły) - Żeglarstwo (szczegóły) |
| | |

## Reprezentacje
| - Samoa Amerykańskie - Wyspy Cooka - Fidżi - Polinezja Francuska - Guam - Kiribati - Wyspy Marshalla - Mikronezja - Nauru - Nowa Kaledonia - Niue | - Norfolk - Mariany Północne - Palau - Papua-Nowa Gwinea - Samoa - Wyspy Salomona - Tokelau - Tonga - Tuvalu - Vanuatu - Wallis i Futuna |

## Tabela medalowa
| Poz. | Państwo             |    |    |    | Łącznie |
| ---- | ------------------- | -- | -- | -- | ------- |
| 1    | Nowa Kaledonia      | 90 | 69 | 68 | 227     |
| 2    | Polinezja Francuska | 44 | 43 | 31 | 118     |
| 3    | Samoa               | 43 | 33 | 50 | 126     |
| 4    | Fidżi               | 39 | 54 | 43 | 136     |
| 5    | Papua-Nowa Gwinea   | 38 | 24 | 32 | 94      |
| 6    | Nauru               | 15 | 9  | 12 | 36      |
| 7    | Palau               | 9  | 4  | 3  | 16      |
| 8    | Mikronezja          | 6  | 6  | 1  | 13      |
| 9    | Wyspy Cooka         | 5  | 9  | 8  | 22      |
| 10   | Tonga               | 3  | 14 | 10 | 27      |
| 11   | Samoa Amerykańskie  | 3  | 8  | 11 | 22      |
| 12   | Tokelau             | 3  | 1  | 1  | 5       |
| 13   | Wallis i Futuna     | 3  | 0  | 1  | 4       |
| 14   | Vanuatu             | 2  | 1  | 9  | 12      |
| 15   | Wyspy Salomona      | 1  | 12 | 14 | 27      |
| 16   | Guam                | 1  | 2  | 7  | 10      |
| 17   | Kiribati            | 0  | 4  | 2  | 6       |
| 18   | Wyspy Marshalla     | 0  | 1  | 1  | 2       |
| 18   | Tuvalu              | 0  | 1  | 1  | 2       |
| 18   | Niue                | 0  | 1  | 1  | 2       |
| 21   | Norfolk             | 0  | 1  | 0  | 1       |
| 22   | Mariany Północne    | 0  | 0  | 0  | 0       |